# Actionneur gyroscopique

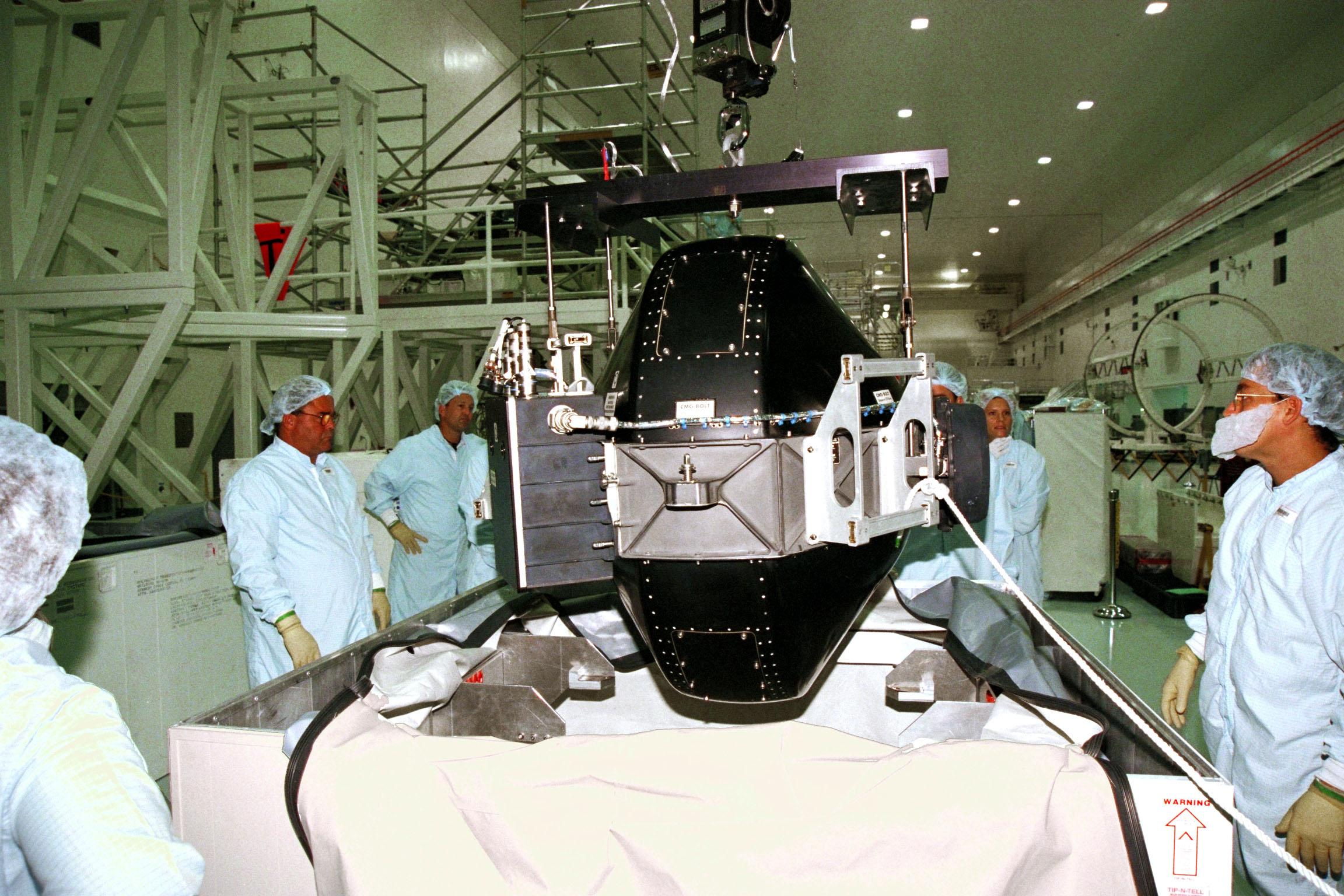
Un des actionneurs gyroscopiques de la Station spatiale internationale.

Un actionneur gyroscopique ou CMG (de l'anglais Control momentum gyroscope) est un équipement utilisé sur les engins spatiaux pour contrôler et modifier leur orientation.

## Caractéristiques et fonctionnement
Ce système est constitué d'une roue formant un volant d'inertie tournant à vitesse constante. Pour modifier l'orientation de l'engin spatial, l'axe de rotation de l'actionneur gyroscopique est incliné à l'aide de moteurs électriques. Aucune force externe au satellite n'intervient et le moment cinétique de l'ensemble « CMG + satellite » est conservé : la rotation du CMG entraine donc celle de l'engin spatial en sens inverse. En utilisant trois CMG, on peut contrôler l'orientation d'un satellite dans les trois dimensions.
L'actionneur gyroscopique fait partie avec les roues de réaction des systèmes de contrôle d'attitude fonctionnant par moment embarqué. La roue de réaction fait pivoter le satellite en augmentant ou diminuant la vitesse de rotation de son volant d'inertie. Le CMG présente l'avantage, par rapport à un système de contrôle d'attitude utilisant des moteurs-fusées, de n'utiliser aucun consommable, puisque l'énergie requise est fournie par les panneaux solaires. Le CMG permet d'obtenir des couples élevés avec un bien meilleur rendement énergétique que la roue de réaction. Les CMG ont été utilisés pour la première fois sur la station spatiale Skylab. La Station spatiale internationale utilise également 4 CMG. Des CMG de petite taille sont parfois embarqués sur des satellites, comme la série des Pléiades, qui ont besoin d'effectuer des changements d'orientation rapides et fréquents.